# Prêmio TIM de Música de 2004

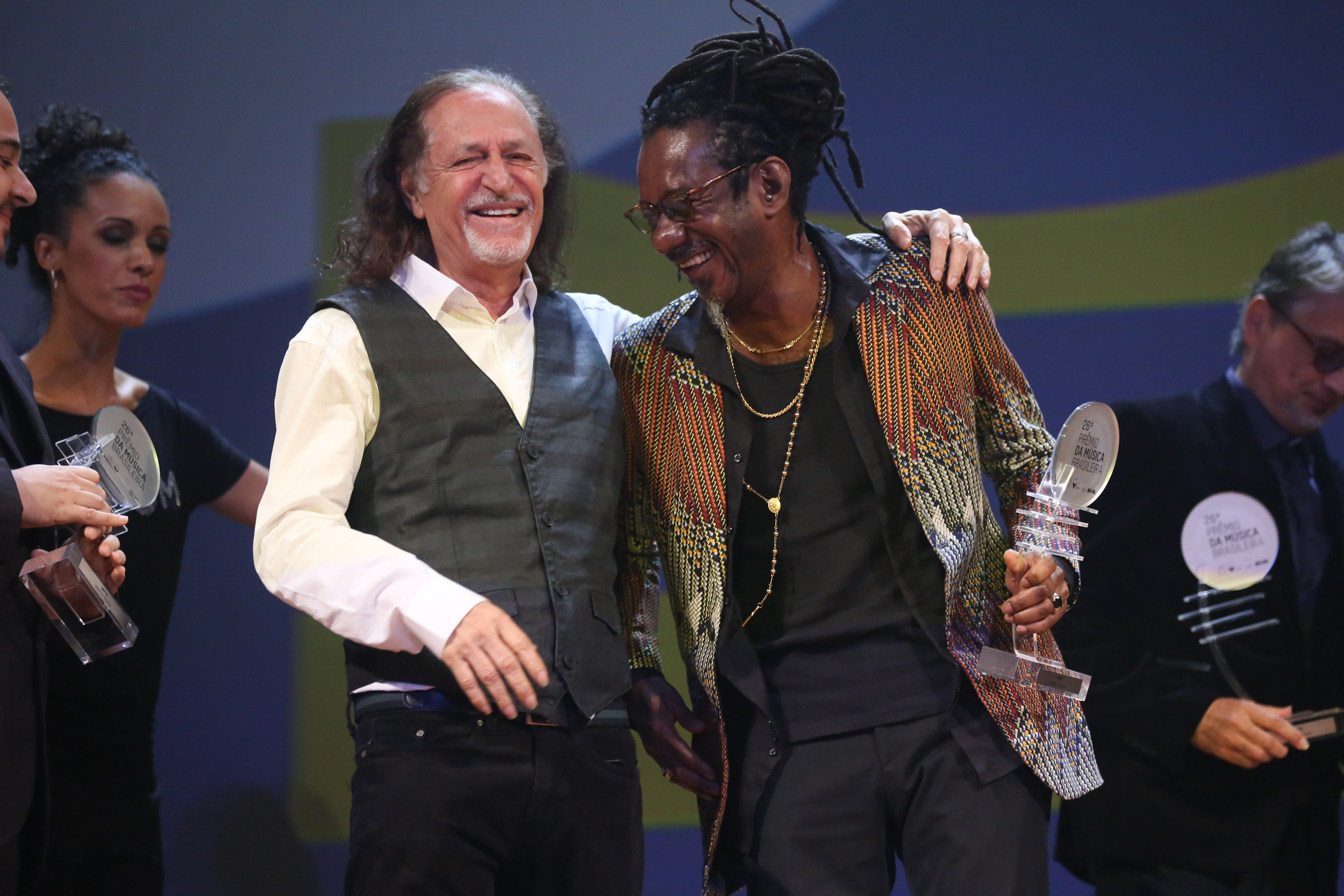
Prêmio TIM de Música Brasileira 2003

O Prêmio TIM de Música de 2004 foi a 15ª edição do Prêmio da Música Brasileira. A cerimônia de entrega da premiação foi realizada em 7 de julho, no Theatro Municipal do Rio de Janeiro. O homeageado desta edição foi Lulu Santos.

## Categorias (júri crítico)

### Canção Popular
| Categoria      | Vencedor                                                    | Indicados                                                            |
| -------------- | ----------------------------------------------------------- | -------------------------------------------------------------------- |
| Melhor Álbum   | Noite Ilustrada — Noite Ilustrada Canta Lupicínio Rodrigues | - Cauby Peixoto — Graças a Deus - Cauby Peixoto e Selma Reis — Vozes |
| Melhor Cantor  | Cauby Peixoto                                               | - Fábio Júnior - Noite Ilustrada                                     |
| Melhor Cantora | Wanderléa                                                   | - Joanna - Rosana                                                    |
| Melhor Grupo   | Fat Family                                                  | - LS Jack - Penélope                                                 |
| Melhor Dupla   | Cauby Peixoto e Selma Reis                                  | - Bruno & Marrone - Sandy & Junior                                   |

### Especiais
| Categoria                          | Vencedor                               | Indicados |
| ---------------------------------- | -------------------------------------- | --- |
| Melhor Álbum em Língua Estrangeira | Sepultura — Roorback                   | - Flora Purim — Speak No Evil - Ithamara Koorax — Love Dance: The Ballad Album                                                            |
| Melhor Álbum Infantil              | Vários artistas — Samba para Crianças  | - Cecília Cavalieri França — Poemas Musicais - Ondas, Meninas, Estrelas e Bichos - Décio Gioielli, Paulo Tatit e Sandra Peres — Meu Neném |
| Melhor Álbum Eletrônico            | Marcelinho da Lua — Tranqüilo!         | - Anvil FX — Miolo - Moisés Santana — Remix Remexa                                                                                        |
| Melhor Álbum Erudito               | Nelson Freire — Nelson Freire Schumann | - Clara Sverner — Mozart por Clara Sverner - João Carlos Assis Brasil — Villa-Lobos por Joao Carlos Assis Brasil                          |
| Melhor Álbum Projeto Especial      | Vários artistas — Songbook João Bosco  | - Vários artistas — Jobim Sinfônico - Vários artistas — Noites Cariocas 15 Anos Depois                                                    |

### Regionais
| Categoria      | Vencedor                                   | Indicados                                                                             |
| -------------- | ------------------------------------------ | ------------------------------------------------------------------------------------- |
| Melhor Álbum   | Dona Edith do Prato — Vozes da Purificação | - Caju & Castanha — Professor de Embolada - Sérgio Reis & Filhos — Violas e Violeiros |
| Melhor Cantor  | Sérgio Reis                                | - Alceu Valença - Renato Teixeira                                                     |
| Melhor Cantora | Elba Ramalho                               | - Cris Aflalo - Margareth Menezes                                                     |
| Melhor Grupo   | Banda de Pífanos de Caruaru                | - Os Monarcas - Trio Nordestino                                                       |
| Melhor Dupla   | Caju & Castanha                            | - Jovelino Lopes & Marcel - Mozart & Mozair                                           |

### Pop/Rock
| Categoria      | Vencedor                                  | Indicados                                        |
| -------------- | ----------------------------------------- | ------------------------------------------------ |
| Melhor Álbum   | Marcelo D2 — A Procura da Batida Perfeita | - Los Hermanos — Ventura - Rita Lee — Balacobaco |
| Melhor Cantor  | Lulu Santos                               | - Marcelo D2 - Paulinho Moska                    |
| Melhor Cantora | Elza Soares                               | - Daniela Mercury - Rita Lee                     |
| Melhor Grupo   | Titãs                                     | - O Rappa - Skank                                |

### MPB
| Categoria      | Vencedor                       | Indicados |
| -------------- | ------------------------------ | --- |
| Melhor Álbum   | Maria Bethânia — Brasileirinho | - Emílio Santiago e João Donato — Emílio Santiago Encontra João Donato - Teca Calazans e Heraldo do Monte — Teca Calazans & Heraldo do Monte |
| Melhor Cantor  | Emílio Santiago                | - Ed Motta - Roberto Carlos |
| Melhor Cantora | Maria Bethânia                 | - Gal Costa - Maria Rita |
| Melhor Grupo   | Morelembaum2/Sakamoto          | - Batacotô - Nós Quatro |

### Samba
| Categoria      | Vencedor                        | Indicados                                                                                       |
| -------------- | ------------------------------- | ----------------------------------------------------------------------------------------------- |
| Melhor Álbum   | Monarco — Uma História do Samba | - Guilherme de Brito e Trio Madeira Brasil — A Flor e o Espinho - Zeca Pagodinho — Acústico MTV |
| Melhor Cantor  | Zeca Pagodinho                  | - Mauro Diniz - Monarco                                                                         |
| Melhor Cantora | Alcione                         | - Dorina - Leci Brandão                                                                         |
| Melhor Grupo   | Fundo de Quintal                | - Quinteto em Branco e Preto - Trio Mocotó                                                      |

### Instrumental
| Categoria      | Vencedor                                                           | Indicados                                                    |
| -------------- | ------------------------------------------------------------------ | ------------------------------------------------------------ |
| Melhor Álbum   | Wagner Tiso com Orquestra Sinfônica Pró Musica — Cenas Brasileiras | - Armandinho — Retocando o Choro Ao Vivo - Uakti — Clássicos |
| Melhor Solista | Yamandu Costa                                                      | - Armandinho - Gilson Peranzzetta                            |
| Melhor Grupo   | Pagode Jazz Sardinha's Club                                        | - Nó em Pingo D'Água - Uakti                                 |

### Outros
| Categoria             | Vencedor                                                                                | Indicados |
| --------------------- | --------------------------------------------------------------------------------------- | --- |
| Melhor Canção         | Marcelo D2 — A Procura da Batida Perfeita (Marcelo D2/Davi Corcos)                      | - Nelson Ayres — Perto do Coração (Nelson Ayres) - Maria Rita — Veja Bem, Meu Bem (Marcelo Camelo)                                         |
| Revelação             | Maria Rita                                                                              | - Dona Edith do Prato - Vó Maria |
| Melhor Projeto Visual | Gringo Cardia, por Brasileirinho, de Maria Bethânia                                     | - Gringo Cardia, por Vozes da Purificação, de Dona Edith do Prato - Rodrigo Andrade, por A Letra A, de Nando Reis                          |
| Melhor Arranjador     | João Donato, por Emílio Santiago Encontra João Donato, de Emílio Santiago e João Donato | - Jaime Além, por Brasileirinho, de Maria Bethânia - Wagner Tiso, por Cenas Brasileiras, de Wagner Tiso com Orquestra Sinfônica Pró-Musica |

## Categorias (voto popular)
| Categoria      | Vencedor   | Indicados |
| -------------- | ---------- | --- |
| Melhor Cantor  | Marcelo D2 | - Alceu Valença - Cauby Peixoto - Ed Motta - Emílio Santiago - Fábio Júnior - Lulu Santos - Mauro Diniz - Monarco - Noite Ilustrada - Paulinho Moska - Renato Teixeira - Roberto Carlos - Sérgio Reis - Zeca Pagodinho |
| Melhor Cantora | Maria Rita | - Alcione - Cris Aflalo - Daniela Mercury - Dorina - Elba Ramalho - Elza Soares - Gal Costa - Joanna - Leci Brandão - Margareth Menezes - Maria Bethânia - Rita Lee - Rosana - Wanderléa                               |